# Čchin Jing-lin
Čchin Jing-lin (čínsky pchin-jinem Qín Yīnglín, znaky tradiční 秦英林; * 1965, okres Nej-siang, prefektura Nan-jang, provincie Che-nan) je čínský podnikatel v chovu hospodářských zvířat.
Narodil se v rodině chudých zemědělců nedaleko města Nan-jang. Vystudoval Chenanskou zemědělskou univerzitu a pracoval v Nanyang Food Company. V roce 1992 založil vlastní prasečí farmu. V roce 2000 se stal ředitelem a většinovým akcionářem společnosti Muyuan Foodstuff. Začal podnikat s 22 kusy prasat a stal se majitelem největšího světového producenta vepřového masa, který zpracuje pět milionů zvířat ročně. Vydělal na rostoucích cenách vepřového po roce 2019, které způsobil africký mor prasat a covid-19. S majetkem odhadovaným na 18,9 miliard dolarů je nejúspěšnějším potravinářem světa a patří mezi deset nejbohatších Číňanů. Ve vedení Muyuan Foodstuff působí také jeho manželka Čchien Jing a jejich syn.
Je členem Komunistické strany Číny a poslancem Všečínského shromáždění lidových zástupců. Věnuje se charitě a finančně podpořil univerzitu Westlake v Chang-čou. 